# Насиф
Насиф (араб. ناصيف‎) — мужское имя арабского происхождения, в переводе с арабского означает «справедливый». Распространено у мусульман. Имя происходит от глагола «н-с-ф» — «делить пополам», является однокоренным с именем Мунсиф, а также со словами «инсаф» (справедливость) и «нисф» (половина).

## Известные носители
- Насиф аль-Язиджи (1800—1871) — писатель арабского Нахда, отец И. Язиджи.
- Салим Насиф Карам — епископ Антиохийской Церкви.

## Фамилии
- Насифов